# Theodor Bergk
Wilhelm Theodor von Bergk (Lipsia, 22 maggio 1812 – Ragaz, 20 luglio 1881) è stato un filologo classico tedesco.

## Biografia
Nacque a Lipsia, figlio di Johann Adam Bergk. Dopo aver studiato presso l'Università di Lipsia, dove ebbe come professore Gottfried Hermann, fu nominato a partecipare nel 1835 a una conferenza in lingua latina presso la scuola per orfani ad Halle.
In seguito, ebbe altri posti come professore: Neustrelitz, Berlino e Cassel, tra questi fu il successore di Karl Friedrich Hermann nel ruolo di letteratura classica a Marburgo. Nel 1852 andò a Friburgo e nel 1857 tornò a Halle.
Nel 1868 si dimise dalla sua cattedra, e continuò a studiare presso l'Università di Bonn. Morì il 20 luglio 1881, a Ragaz in Svizzera.
L'attività letteraria di Bergk era molto vasta, ma si concentrò in particolare nel mondo della letteratura e nei poeti greci.
Le sue opere Poetae Lyrici Graeci (1843) e Griechische Litteraturgeschichte (1872-1887) (completati da G. Hinrichs e R. Peppmüller con l'aiuto di documenti postumo di Bergk).
Altre sue opere: Augusti Rerum a se gestarum Index (1873); Inschriften römischer Schleudergeschosse (1876); Zur Geschichte und Topographie der Rheinlande in römischer Zeit (1882); Beiträge zur römischen Chronologie (1884).

## Opere
- Aristophanis fragmenta. Edidit Th. Bergk, Berolini typis et impensis G. Reimeri, 1840.
- Poetae Lyrici Graeci. Edidit Theodorus Bergk, Lipsiae, Sumtu Reichenbachiorum fratrum, 1843.
  - Poetae Lyrici Graeci. Recensuit Theodorus Bergk. Editio altera auctior et emendatior. Lipsiae, apud Rechenbachios, 1853.
  - Poetae Lyrici Graeci. Tertiis curis recensuit Theodorus Bergk. Pars 1, pars 2, pars 3. Lipsiae in aedibus B. G. Teubneri, 1865-67.
  - Poetae Lyrici Graeci. Recensuit Theodorus Bergk. Editionis quartae. Vol. 2, vol. 3. Lipsiae in aedibus B. G. Teubneri, 1878-82.
- Griechische Literaturgeschichte von Theodor Bergk. Vol. 1, vol. 2, vol. 3, vol. 4. Berlin, Weimannsche Buchhanndlung, 1872-87.